# Leggadina forresti
Leggadina forresti є невеликим видом гризунів родини Muridae. Це широко, але рідко розповсюджений вид, що зустрічається в посушливих і напівпосушливих районах внутрішньої Австралії, зазвичай зустрічається на луках із купиною, чагарниках і відкритих лісах.

## Морфологічна характеристика
Це дрібний гризун з довжиною голови й тулуба від 70 до 100 мм, довжиною хвоста від 45 до 70 мм, довжиною лапи від 14 до 19 мм, довжиною вух від 11 до 14 мм і вагою до 25 грамів. Верх жовтувато-коричневий або сірувато-коричневий, вкритий більш темними волосками, а низ білий. Лінія поділу на боках чітка. Під очима є білуваті плями. Морда широка й тупа. Вуха малі й округлі. Хвіст коротший за голову й тулуб, кремезний, зверху сірий і знизу світліший.

## Поведінка
Це наземний і нічний вид. Він знаходить притулок у трав'яних гніздах у норах і тунелях. Харчується насінням, частинами рослин і членистоногими.